# Apfelbeckia silvivaga
Apfelbeckia silvivaga är en mångfotingart som beskrevs av Karl Wilhelm Verhoeff 1901. Apfelbeckia silvivaga ingår i släktet Apfelbeckia och familjen Schizopetalidae. Inga underarter finns listade i Catalogue of Life.